# 渋谷梨果
渋谷 梨果（しぶや りか、1989年3月5日 - ）は、日本の元AV女優。
趣味・特技：カラオケ

## 略歴
東京都出身。2008年3月に『新人×ギリギリモザイク 新人ギリギリモザイク 渋谷梨果』でAVデビュー。
2010年8月にAV業界を卒業。

## 作品

### アダルトビデオ
2008年
- 新人×ギリギリモザイク 新人ギリギリモザイク（3月7日、エスワン）
- ギリギリモザイク 6つのコスチュームでパコパコ！（4月19日、エスワン）
- ギリギリモザイク 無限絶頂！激イカセFUCK（5月19日、エスワン）
- ギリモザ 絶叫！ビッグマグナムFUCK（6月7日、エスワン）
- ギリモザ おしゃぶり大乱交（7月19日、エスワン）共演:平子エミリ、仲村知夏
- まるごと4時間×ギリモザ やりすぎバコバコ乱交 イキまくり潮吹きFUCK（8月19日、エスワン）
- まるごと4時間×ギリモザ 止まらない失禁 もっと激しく、激しく突いて（9月19日、エスワン）

2009年
- 鬼神★二刀流 アクメチ○ポがイク!（1月8日、SODクリエイト）共演:YOKO、井川美保
- 渋谷梨果×小室ミオ プレミアムWキャストLADY初デビュー!!（1月22日、LADY×LADY）共演:小室みお
- 制服縞パンニーソックス2（2月13日、TMA）他出演:綾瀬メグ、叶夢、さくら愛々、つぼみ、鈴木千里、結城かれん
- ギャルアマゾネス（2月15日、隼エージェンシー）他出演:スザンナ、早崎れおん、片岡梨沙、ミカ
- 渋谷梨果ちゃん、楓まおちゃん 保険レディのフリして、一般企業のオフィスで、バレないようにこっそり枕営業してください!!（2月19日、SODクリエイト）…共演:楓まお
- MARA DONNA Season.4（2月19日、Hunter）
- AV業界の最強タッグがここに誕生!!柔道家が押さえ込んで筋肉アスリートがヌく!!（3月5日、ディープス）共演:平瀬ゆり
- こだわりの手コキ 4時間SP 11 33人のハンドメイド（3月15日 隼エージェンシー）他32名出演
- いい女を拉致して監禁してレイプする（3月19日、ミスター・インパクト）他出演:綾瀬メグ、山崎まりあ、大塚咲、真心実、七瀬かすみ
- フェラコレ2009春SP　30人のフェラジェンヌ（4月15日 隼エージェンシー）他29名出演
- 極上手コキ vol.5（4月19日、ミスター・インパクト）他出演:かわのすみれ、むかいねね、今井なつみ、上原ひな、阿部らん、加羽ゆい、桐島みずほ、横須賀ねね、詩音
- 天敵討論!ギャルVSオタク SEXすれば分かり合えるか!!（6月4日、イフリート）共演:長谷川なぁみ、浅見友紀
- kira☆kira SPECIAL 援交☆乱交☆最高!!（6月19日、kira☆kira）共演:美花ぬりぇ、雪見紗弥、西村アキホ、月野りさ、長谷川なぁみ
- フェラコレ2009夏SP 30人のフェラジェンヌ（7月15日 隼エージェンシー）他29名出演
- 手コキでベロちゅ〜 7（7月19日、YeLLOW）共演多数
- 大勢の汁男達にガン見され、恥ずかしさで濡れる 公開羞恥 これが極上女達の恥態!（7月23日、Hunter）
- ちんぐり返しアナル舐め手コキ3（8月19日、YeLLOW）共演多数
- kira☆kiraフェラチオ学園祭 Vol.6（8月19日、kira☆kira）共演多数
- ギャルフェラチオ 21人（9月3日、GLORY QUEST）共演多数
- 淫乱ギャルズコレクション（10月15日、Gt）共演多数
- 極嬢GIRLS（10月19日、YeLLOW）共演多数
- フル勃起!たっぷり射精!!手コキ4時間SPECIAL（11月6日、GLAY'z）共演多数
- ノンストップ レイプ 4時間 3（11月19日、Mr.IMPACT）共演多数

2010年
- いい体巨乳★美脚をしている女を犯す（1月15日、Gt）共演多数
- STAR★Girls（2月5日、クリスタル映像）共演多数

2011年
- egoist case 解禁 6/7（6月25日、digital ark）
- 「巨乳ギャルだけを狙って犯す」（9月7日、GLAY'z IMPACT）

### イメージビデオ
- …ここまで（2007年12月13日、TAO）

### アダルトビデオ
- 探せ！ボクらのぷるる～ん娘（MONDO21）